# The Rudy and Gogo World Famous Cartoon Show
The Rudy and Gogo World Famous Cartoon Show è stato un programma televisivo statunitense trasmesso dal 1995 al 1997, creato da Barry Mills e Jack Pendarvis.
Presentata da Rudy Moore, una marionetta di un ragazzino, e dal suo animale domestico Gogo, una capra in live action, la serie presentava vari cortometraggi animati del catalogo di Turner Entertainment e di quello della Warner Bros. prima dell'agosto 1948 tra cui Looney Tunes, Merrie Melodies, Tom & Jerry, Droopy e Braccio di Ferro. Tra le varie serie, Rudy, Gogo e Jumpin' J.B., un burattino afroamericano amico dei due, recitavano brevi segmenti in cui facevano da presentatori. La serie ha utilizzato inoltre clip di vari film e serie televisive di proprietà di Turner degli anni '60 e '70 per aggiungere sfondi e trame.

## Personaggi e doppiatori
- Rudy R. Moore, doppiato da Barry Mills.

La marionetta di un ragazzino di otto anni.
- Gogo.

Una capra muta in live action. È l'animale domestico di Rudy.
- Jesse B. Weaver, doppiato da Gus Jordan.
- Boney Bonerton, doppiato da Jack Pendarvis.
- Unkle Carbunkle, doppiato da Bill Taft.
- Cowboy Sally, doppiata da Sally Timms.